# Ihor Rîbak
Ihor Rîbak (n. 2 decembrie 1934, Harkov, RSS Ucraineană, URSS – d. 28 septembrie 2005, Harkiv, Regiunea Harkov, Ucraina) a fost un halterofil ce a reprezentat Uniunea Republicilor Sovietice Socialiste, medaliat olimpic. A participat la o ediție a Jocurilor Olimpice (1956) în care a câștigat o medalie de aur.

## Participări
Lista de mai jos prezintă principalele competiții la care a participat Ihor Rîbak de-a lungul carierei.
- weightlifting at the 1956 Summer Olympics – men's 67.5 kg[*]